# Catocala serena
Catocala serena (tên tiếng Anh: Serene Underwing) là một loài bướm đêm thuộc họ Erebidae. Nó được tìm thấy ở miền nam Ontario, New York, New Jersey, Connecticut, as far phía nam as to at lĐông Tennessee, và phía tây đến Pennsylvania, Illinois và at least as far phía tây as miền đông Wisconsin.
Sải cánh dài 55–60 mm. Con trưởng thành bay từ tháng 7 đến tháng 9 tùy theo địa điểm. Có thể có một lứa một năm.
Ấu trùng ăn Carya ovata và Juglans nigra.

## Hình ảnh

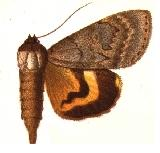